# لوبیشوو تچوسکیه
لوبیشوو تچوسکیه (به لاتین: Lubiszewo Tczewskie) یک روستا در لهستان است که در گمینا تچو واقع شده‌است. لوبیشوو تچوسکیه ۴۱۴ نفر جمعیت دارد.